# 千葉秀胤
千葉 秀胤（ちば ひでたね）とは、鎌倉時代前期から中期の御家人。千葉常秀の子。常秀は分家して境を称した。通称は境 兵衛次郎（さかい ひょうえじろう）。「境 秀胤」「上総 秀胤」と呼ばれる場合もある。上総千葉氏第2代当主。

## 生涯
仁治元年（1240年）に従五位下上総権介に任ぜられ、将軍・九条頼経の二所参詣に供奉している。寛元元年（1243年）には従五位上に叙せられた。同2年、評定衆に加えられた。
幼少の千葉氏宗家当主・千葉亀若丸を補佐する一方で、対外的には一族の代表者として行動し、名越光時・藤原定員・後藤基綱・三浦光村・狩野為佐・三善康持らとともに九条頼経を押し立てて執権北条経時と対抗した。寛元4年（1246年）に執権経時が死去し、弟の時頼が執権を継承したのを機に勃発した政変（宮騒動）によって名越光時・藤原定員が失脚すると、6月7日には千葉秀胤・後藤基綱・狩野為佐・三善康持の4名の評定衆が更迭、更に6月13日に秀胤は下総埴生西・印西・平塚の所領を奪われ（金沢実時所領となる）、上総国に放逐された（『吾妻鏡』による。『葉黄記』寛元4年6月6日条には、その日に関東の飛脚が到来し、秀胤が本国に追放されたと報告されている）。ただし上総は秀胤の本国であり、寛大な処分とも言える。これは執権になったばかりの時頼が決定的な対立を避けて事態を早く収束させようとしたと見られている。
宝治元年（1247年）6月の宝治合戦によって、三浦泰村・光村兄弟が攻め滅ぼされると、6月6日に三浦氏の娘婿である秀胤に対しても追討命令が発せられ、翌7日には千葉氏一族の大須賀胤氏・東胤行（素暹、秀胤の3男・泰秀の義父）らが秀胤の本拠である上総国玉崎荘大柳館（現在の千葉県睦沢町）を攻撃した。追い詰められた秀胤は屋敷の四方に薪炭を積み上げて火を放ち、4人の息子をはじめとする一族郎党163名とともに自害した。また、秀胤一族以外にも討死したり、所領を失った千葉氏一族が多数いたと言われている。
なお、『吾妻鏡』によればその際に以前に兄である秀胤によって不当に所領を奪われて不仲であった弟の時常も駆けつけて自害しており、「勇士の美談」と称されたという。東胤行が戦功と引き換えに自分の外孫（泰秀の息子）の助命を求めたために、その子を含めた秀胤の子孫の幼児は助命された（『吾妻鏡』宝治元年6月11・17日条）が、これによって上総千葉氏は滅亡した。